# Quốc ca Cộng hòa Xã hội chủ nghĩa Xô viết Byelorussia
Quốc ca Cộng hòa Xã hội chủ nghĩa Xô viết Byelorussia (tiếng Belarus: Дзяржаўны гімн Беларускай Савецкай Сацыялістычнай Рэспублікі, Dziaržawny himn Biełaruskaj Savieckaj Sacyjalistyčnaj Respubliki) được sáng tác vào năm 1955, do Nestor Sokolovsky soạn nhạc và Mikhail Klimkovich đặt lời. Đây là quốc ca của Belarus trong những năm 1955-1991, khi nước này là một thành phần của Liên bang Xô viết. Từ năm 1991 đến năm 2002, cũng như Liên bang Nga, Belarus cũng sử dụng bài hát này nhưng không có ca từ. Năm 2002, phần nhạc của bài này được sử dụng lại với ca từ mới, trở thành Quốc ca của Cộng hòa Belarus hiện nay.

## Lời bài hát (1956–1991)

### Lời tiếng Belarus
| Ký tự Kirin | Łacinka | Chuyển tự IPA |
| Мы, Беларусы, з братняю Руссю, Разам шукалі к шчасцю дарог. Ў бітвах за волю, ў бітвах за долю З ёй здабылі мы сцяг перамог! Прыпеў: Нас аб'яднала Леніна імя, Партыя к шчасцю вядзе нас ў паход. 𝄆 Партыі слава! Слава Радзіме! Слава табе, Беларускі народ! 𝄇 Сілы гартуе, люд Беларусі, Ў братнім саюзе, ў мужнай сям'і. Вечна мы будзем, вольныя людзі, Жыць на шчаслівай, вольнай зямлі! Прыпеў: Нас аб'яднала Леніна імя, Партыя к шчасцю вядзе нас ў паход. 𝄆 Партыі слава! Слава Радзіме! Слава табе, наш свабодны народ! 𝄇 Дружба народаў – сіла народаў, К шчасцю працоўных сонечны шлях. Горда ж узвіся ў светлыя высі, Сцяг камунізму – радасці сцяг! Прыпеў: Нас аб'яднала Леніна імя, Партыя к шчасцю вядзе нас ў паход. 𝄆 Партыі слава! Слава Радзіме! Слава табе, наш Савецкі народ! 𝄇 | My, Biełarusy, z bratniaju Rusiu, Razam šukali k ščaściu daroh. W bitvach za volu, w bitvach za dolu Ž joj zdabyli my ściah pieramoh! Prypiew: Nas abjadnała Lenina imia, Partyja k ščaściu viadzie nas w pachod. 𝄆 Partyi słava! Słava Radzimie! Słava tabie, Biełaruśki narod! 𝄇 Siły hartuje, lud Biełarusi, W bratnim sajuzie, w mužnaj siamji. Viečna my budziem, volnyja ludzi, Žyć na ščaslivaj, volnaj ziamli! Prypiew: Nas abjadnała Lenina imia, Partyja k ščaściu viadzie nas w pachod. 𝄆 Partyi słava! Słava Radzimie! Słava tabie, naš svabodny narod! 𝄇 Družba narodaw – siła narodaw, K ščaściu pracownych soniečny šlach. Horda ž uzvisia w svietłyja vysi, Ściah kamunizmu – radaści ściah! Prypiew: Nas abjadnała Lenina imia, Partyja k ščaściu viadzie nas w pachod. 𝄆 Partyi słava! Słava Radzimie! Słava tabie, naš Saviecki narod! 𝄇 | [mɨ ǀ bʲe̞ɫ̪ärus̪ɨ ǀ z̪‿brät̪n̪ʲäju rus̪ʲːu ǀ] [räz̪äm ʂukäl̪ʲi k‿ʂʈ͡ʂäs̪ʲt̻͡s̪ʲu d̪äro̞x ‖] [β̞‿bʲit̪väɣ z̪ä vo̞l̪ʲu ǀ β̞‿bʲit̪väɣ z̪ä d̪o̞l̪ʲu] [z̪ʲ‿jo̞j z̪d̪äbɨl̪ʲi mɨ s̪ʲt̻͡s̪ʲäx pʲe̞rämo̞x ‖] [prɨpʲe̞w] [n̪äs̪ äbjäd̪n̪äɫ̪ä l̪ʲe̞n̪ʲin̪ä jimʲä ǀ] [pärt̪ɨjä k‿ʂʈ͡ʂäs̪ʲt̻͡s̪ʲu vʲäd̻͡z̪ʲe̞ n̪äs̪ β̞‿päxo̞t̪ ‖] 𝄆 [pärt̪ɨ͡i s̪ɫ̪ävä ‖ s̪ɫ̪ävä räd̻͡z̪ʲimʲe̞ ‖] [s̪ɫ̪ävä t̪äbʲe̞ ǀ bʲe̞ɫ̪ärus̪ʲkʲi n̪äro̞t̪ ‖] 𝄇 [s̪ʲiɫ̪ɨ ɣärt̪uje̞ ǀ l̪ʲud̪ bʲe̞ɫ̪ärus̪ʲi ǀ] [β̞‿brät̪n̪ʲim s̪äjuz̪ʲe̞ ǀ β̞‿muʐnäj s̪ʲämji ‖] [vʲe̞ʈ͡ʂn̪ä mɨ bud̻͡z̪ʲe̞m ǀ vo̞l̪ʲn̪ɨjä l̪ʲud̻͡z̪ʲi ǀ] [ʐɨt̻͡s̪ʲ n̪ä ʂʈ͡ʂäs̪l̪ʲiväj ǀ vo̞l̪ʲn̪äj z̪ʲäml̪ʲi ‖] [prɨpʲe̞w] [n̪äs̪ äbjäd̪n̪äɫ̪ä l̪ʲe̞n̪ʲin̪ä jimʲä ǀ] [pärt̪ɨjä k‿ʂʈ͡ʂäs̪ʲt̻͡s̪ʲu vʲäd̻͡z̪ʲe̞ n̪äs̪ β̞‿päxo̞t̪ ‖] 𝄆 [pärt̪ɨ͡i s̪ɫ̪ävä ‖ s̪ɫ̪ävä räd̻͡z̪ʲimʲe̞ ‖] [s̪ɫ̪ävä t̪äbʲe̞ ǀ n̪äʂ s̪väbo̞d̪n̪ɨ n̪äro̞t̪ ‖] 𝄇 [d̪ruʐbä n̪äro̞d̪äw ǀ s̪ʲiɫ̪ä n̪äro̞d̪äw ǀ] [k‿ʂʈ͡ʂäs̪ʲt̻͡s̪ʲu prät̻͡s̪o̞wn̪ɨx s̪o̞n̪ʲe̞ʈ͡ʂn̪ɨ ʂl̪ʲäx ‖] [ɣo̞rd̪ä ʐ‿uz̪vʲis̪ʲäw s̪vʲe̞t̪ɫ̪ɨjä vɨs̪ʲi ǀ] [s̪ʲt̻͡s̪ʲäx kämun̪ʲiz̪mu ǀ räd̪äs̪ʲt̻͡s̪ʲi s̪ʲt̻͡s̪ʲäx ‖] [prɨpʲe̞w] [n̪äs̪ äbjäd̪n̪äɫ̪ä l̪ʲe̞n̪ʲin̪ä jimʲä ǀ] [pärt̪ɨjä k‿ʂʈ͡ʂäs̪ʲt̻͡s̪ʲu vʲäd̻͡z̪ʲe̞ n̪äs̪ β̞‿päxo̞t̪ ‖] 𝄆 [pärt̪ɨ͡i s̪ɫ̪ävä ‖ s̪ɫ̪ävä räd̻͡z̪ʲimʲe̞ ‖] [s̪ɫ̪ävä t̪äbʲe̞ ǀ n̪äʂ s̪ävʲe̞t̻͡s̪kʲi n̪äro̞t̪ ‖] 𝄇 |

### Lời tiếng Nga
| Ký tự Kirin | Phiên âm La Tinh |
| --- | --- |
| Мы, белорусы, с братскою Русью, Вместе искали к счастью пути. В битвах за волю, в битвах за долю, С ней добыли мы знамя побед. Нас объединило Ленина имя Партия к счастью ведёт нас в поход 𝄆 Партии слава! Слава Родине! Слава тебе, белорусский народ! 𝄇 Силы закаляет народ Беларуси В братском союзе, в мужественной семье Вечно мы будем, вольные люди Жить на счастливой, вольной земле Нас объединило Ленина имя Партия к счастью ведёт нас в поход 𝄆 Партии слава! Слава Родине! Слава тебе, наш свободный народ! 𝄇 Дружба народов — сила народов, К счастью трудящихся солнечный путь Гордо же взвейся в светлые выси, Флаг коммунизма — радости флаг! Нас объединило Ленина имя Партия к счастью ведёт нас в поход 𝄆 Партии слава! Слава Родине! Слава тебе, наш советский народ! 𝄇 | My, biełorusy, s bratskoju Ruśiu, Vmiestie iskali k sčastju puti. V bitvah za volu, v bitvah za dolu, S niej dobyli my znamia pobieł. Nas ob'jediniło Lenina imia Partija k sčastju viediot nas v pohod 𝄆 Partiji słava! Słava Rodinie! Słava tiebie, biełorusskij narod! 𝄇 Siły zakalajet narod Biełarusi V bratskom sojuzie, v mužiestviennoj siemje Viečno my budiem, volnyje ludi Žitj na sčastlivoj, volnoj ziemle Nas ob'jediniło Lenina imia Partija k sčastju viediot nas v pohod 𝄆 Partiji słava! Słava Rodinie! Słava tiebie, naš svobodnyj narod! 𝄇 Družba narodov – siła narodov, K sčastju trudiaščihsia sołniečnyj putj Gordo žie vzviejsia v svietłyje vysi, Fłag kommunizma – radosti fłag! Nas ob'jediniła Lenina imia Partija k sčastju viediot nas v pohod 𝄆 Partiji słava! Słava Rodinie! Słava tiebie, naš sovietskij narod! 𝄇 |

### Tạm dịch
Belarus của chúng ta, anh em với người Nga,

Cùng tìm đường tiến tới phồn vinh và hạnh phúc.

Trong cuộc đấu tranh vì tự do, chúng ta cùng sẻ chia,

Và cùng giành được ngọn cờ chiến thắng.
Điệp khúc
Lênin đã liên kết chúng ta lại với nhau
May mắn thay, chúng ta đã có Đảng lãnh đạo
Vinh quang thay, Đảng ta ! Vinh quang thay, Tổ quốc ta !
Vinh quang thay, nhân dân Belorussia!
Hỡi người dân Belorussia, hãy cùng nhau hợp lực

Trong tình đoàn kết anh em, trong một gia đình vững mạnh

Từ nay và mãi về sau, chúng ta, những con người tự chủ

Sống trên một mảnh đất tự do và hạnh phúc!
Điệp khúc
Lênin đã liên kết chúng ta lại với nhau
May mắn thay, chúng ta đã có Đảng lãnh đạo
Vinh quang thay, Đảng ta ! Vinh quang thay, Tổ quốc ta !
Vinh quang thay, người tự do của chúng tôi!
Tình hữu nghị giữa các dân tộc là sức mạnh của nhân dân,

Tỏa ánh nắng trên con đường thiêng liêng của giai cấp công nhân

Vươn lên tự hào trên bầu trời rực nắng,

Lá cờ Cộng sản - lá cờ của niềm vui!
Chúng ta liên kết lại với nhau dưới tên của Lênin
Đảng đã lãnh đạo chúng ta trên con đường kiếm tìm hạnh phúc
Vinh quang thay, Đảng ta ! Vinh quang thay, Tổ quốc ta !
Vinh quang thay, nhân dân Liên Xô !